# 桜の郷
桜の郷（さくらのさと）は、茨城県東茨城郡茨城町の大字。2002年に大戸と近藤の各一部を分離する形で設立した新しい町である。

## 地理
- 茨城町の北西部に位置し、北と東は大戸、西と南は近藤と隣接する。西側は水戸医療センターを始め、桜の郷ニュータウン、県営桜の郷アパートと新興住宅地が並ぶ。一方、小橋川を隔てた東側は商業施設が立ち並ぶ。

## 歴史
- 2002年（平成14年） 新字名として、桜の郷（旧大字大戸、近藤の各一部）を設定[4]。
- 2004年（平成16年）
  - 10月1日 水戸医療センターが水戸市東原より移転開院する。
  - 10月23日 町開きが行われる。

## 世帯数と人口
2021年（令和3年）12月31日現在の世帯数と人口は以下の通りである。
| 町丁   | 世帯数  | 人口    |
| ------ | ------- | ------- |
| 桜の郷 | 565世帯 | 1,314人 |

## 小・中学校の学区
町立小・中学校に通う場合、学区は以下の通りとなる。
| 番地 | 小学校             | 中学校             |
| ---- | ------------------ | ------------------ |
| 全域 | 茨城町立大戸小学校 | 茨城町立明光中学校 |

## 交通

### 道路
いずれも茨城町道
- 都市計画道路常井大戸線
- 都市計画道路下郷大山原線
- 都市計画道路桜の郷中央通り線

### 鉄道
当地に鉄道は走っていない。最寄り駅はJR常磐線赤塚駅または水戸駅となる。

### バス
水戸医療センターを起点に複数の経路を結ぶバス路線があり、全便水戸駅または赤塚駅へ到着となる。
| 系統 | 主要経由地 | 行先                         | 運行会社  |
| ---- | --- | ---------------------------- | --------- |
|      | 水戸医療センター・桜の郷・明光台団地入口・田向井・千波・大工町・水戸駅                                           | 水戸医療センター・水戸駅     | ■関東鉄道 |
|      | 水戸医療センター・桜の郷・明光台団地入口・田向井・千波・大工町・水戸駅・水戸市役所北・水戸駅南口・台町・吉沢車庫 | 水戸医療センター・吉沢車庫   | ■関東鉄道 |
|      | 水戸医療センター・桜の郷・明光台団地入口・平須・笠原中央・工業高校前・みなみ団地入口・水戸駅南口                 | 水戸医療センター・水戸駅南口 | ■関東鉄道 |
| 37   | 水戸医療センター・桜の郷・桜の郷東・小吹・桜ノ牧高校入口・丹下十文字・桜山・大工町・水戸駅                       | 水戸医療センター・水戸駅     | ■茨城交通 |
|      | 水戸医療センター・桜の郷・桜の郷東・小吹・桜ノ牧高校入口・丹下十文字・桜川車庫・赤塚駅南口                       | 水戸医療センター・赤塚駅南口 | ■茨城交通 |

- 当地から茨城町の中心市街地方面へバスで向かうには一旦千波経由水戸駅行きに乗車して『平須団地入口』バス停で奥ノ谷方面へのバスへ乗り換えとなる。

## 施設

### 独立行政法人
- 国立病院機構水戸医療センター：桜の郷280

### 商業施設
- カワチ薬品桜の郷店
- クリーニング専科&ランドリー専科桜の郷店
- タイヨー ビッグハウス桜の郷店
- ツルハドラッグ茨城桜の郷店
- コメリハード&グリーン茨城町店

### 娯楽施設
- 岩盤温浴リゾート・ココプララ

### 公園
- 桜の郷中央公園